# Gare de Leers-Nord
La gare de Leers-Nord est une ancienne halte ferroviaire belge de la ligne 75A, de Mouscron à Froyennes, située à Leers-Nord, ancienne commune rattachée à celle d'Estaimpuis dans la province de Hainaut en région wallonne. 
Mise en service le 1er avril 1887 par l'administration des chemins de fer de l'État Belge, elle ferme le 3 juin 1984.

## Histoire
La halte de Leers-Nord, administrée depuis la gare de Néchin est mise en service le 1er avril 1887.
La première étape de la construction du bâtiment des recettes consiste en l'adjudication de l'aile contenant la salle d'attente et le bureau, réalisée 16 juillet 1896 à la station de Tournai au prix de 4 023,71 francs belges. Plus tard doté d'un logement pour le chef de station et d'annexes, ce bâtiment, désormais disparu, appartient au plan type 1893.
L'arrêt ferme le 3 juin 1984 lors de l'entrée en vigueur du plan IC-IR.